# 8番出口
『8番出口』（はちばんでぐち、英題：The Exit 8）は、インディーゲームクリエイターKOTAKE CREATE（コタケクリエイト）により開発されたウォーキングシミュレーターゲームソフト。
2023年11月29日にSteamにて配信開始され、2024年4月17日にはNintendo Switch版が、同年7月11日にはMeta Quest版が、同年8月8日にはPlayStation 4/PlayStation 5版、2025年1月9日にはXbox SeriesX/S版が発売、2025年3月28日よりiOS/iPadOS版と2025年3月31日よりAndroid版が配信開始。そして、Nintendo Switch 2版『8番出口 Nintendo Switch 2 Edition』には2025年8月29日に配信予定。
本項では、続編の『8番のりば』についても記述する。

## 内容
画面は終始プレイヤーの一人称視点（FPV）であり、駅の構内を模した無限に続く地下通路に閉じ込められた状況の中、0番をスタート地点として「8番出口」を目指して進んでいく。
地下通路は出口を案内する番号付きの壁掛け看板のある通路、ポスターやドアなどが並べられた長い通路、それらを結ぶ直角に曲がる通路、とL字状につながっている。長い通路の反対方向からは、中年男性がどこからともなく歩いてくる。
地下通路を進む中で「異変」と呼ばれる怪奇現象が起きることがあり、「異変」を発見した場合は引き返して逆方向に進み、何も起きない場合は引き返さずにそのまま進む必要がある。正しく進めた場合は出口案内看板の番号が加算され、一つでも間違えると0番に戻る。8番になった後に「異変」の無い通路を引き当て、正しく進むことで出口の階段が出現する。
無事に出口階段を進んだ後には、未遭遇の「異変」の数（気づいて引き返すことで遭遇と判定）を示す張り紙が掲示される2周目が開始される。

## 開発
開発者のKOTAKE CREATE（以下：コタケクリエイト）は、数年前から別作品の開発を進めていたものの、公開したことは一度もなかったため、まずは簡単な作品を先に出そうと考え、数か月でできるゲームを考えたことが本作の開発のきっかけになったとGame*Sparkとのインタビューの中で振り返っている。コタケクリエイトはこれ以外のきっかけとして、地下通路の不気味さに魅了されたことと、ループもののゲームを作りたいと思ったこと、そして監視カメラで異常を見つける『I’m on Observation Duty』をプレイした際に間違い探しとホラーの相性の良さに気づいたことを挙げている。また、『I’m on Observation Duty』以外に影響を受けた作品として、コタケクリエイトは『P.T.』や『Twelve Minutes』などのループ物や、『The Backrooms』『リミナルスペース』などを挙げている。
ただし、コタケクリエイトは『I’m on Observation Duty』と同じシステムにするのは避けたいという考えゆえに、ゲームシステムを思いつくのに苦労したとも話しており、ループする場所でも異常を探すことができそうだと気づいたことで現在の形となり、作業コストが減ったという利点もあったという。
モデルとなった駅について、コタケクリエイトは詳細な回答を控えているが、大元のモデルとなった駅はコタケが学生時代に利用していた大阪府内の駅であると2025年8月にXにて公言した。また照明の配置がバラバラになる異変は東京都江東区の清澄白河駅を参考にしたという。
8番出口は何故「8番」なのかについて、コタケクリエイトは、ループを表す「∞」から8を連想したことや遊んでみて8回くらいがちょうどよかったことを理由に挙げ、「結構適当に決めました」と述べている。

## 発売
2023年11月17日、コタケクリエイトは『8番出口』のMicrosoft Windows（Steam）版の発売日が同年の11月30日に決まったと発表した。しかし、実際の配信は1日前倒しされ、11月29日に配信された。
2024年4月17日、Nintendo Switch版をリリースした。Switch版では発生する異変に異なる点が存在する。また、Steam版で既に対応している日本語や英語に加えて、フランス語、ドイツ語、イタリア語、スペイン語、韓国語、ポルトガル語、中国語にも対応した。
2024年8月8日、PlayStation 4、PlayStation 5向けに配信が開始された。
2025年1月9日、Xbox Series X/S向けに配信が開始された。
2025年3月28日、初のスマートフォン対応としてiOS向けに配信が開始された。

## 8番出口VR
2024年7月12日にMyDearestからMeta Quest用アプリとして発売されたVR版。発売時点ではMeta Quest 2、Meta Quest 3、Meta Quest Proの3モデルに対応、後に発売されたMeta Quest 3Sにも対応している。2024年9月20日にはSteamでも発売され、Meta Questシリーズ以外のVR機器でもPC経由で遊べるようになった。
また、プロモーションの一環として、2024年9月17日にはVRChat内で「8番出口VR」公式デモワールド（PCVR専用）、2024年10月20日にはゲーム中に登場する中年男性と記念撮影ができる「8番出口VR VRChat Photo Spot」ワールド（PCVR・Meta Quest両用）がそれぞれ公開された。

## 評価
本作はSteamでの発売から1日で3万本超を売り上げ、インディーゲームとしては大きな反響を呼んだ。中にはRTAにいそしむ者も現れた。日本国外においても本作のプレイ動画を投稿する者も相次いだ。
また、作中の中年男性のファンアートや『ソウルキャリバーVI』などの他作品によるキャラクターカスタマイズ機能により再現したものも現れた。
一方、当初は供給対象外であったApp Storeにスマートフォンアプリとしてゲームの偽物が続出する事態も起きた。また、歩いて電車の異常がないかを確かめる『Station 5』など、本作の形式を模倣したタイトルも登場している。なお、コタケクリエイトは類似作品について、全く同じ場所やシステムでない限り黙認しており、「このまま類似作品が増えてジャンル化するなら、語呂が良いので「8番ライク」でお願いします」と表明している。
2024年4月12日、アース製薬は『8番出口』をパロディ化したモンダミンのWeb CMを制作した。
2024年4月19日、8番出口の公式グッズが発表され、ゲームセンターの景品にもなっている。
2024年11月28日、イー・ガーディアンが調査した、2024年にXで頻繁に使用されたフレーズの「SNS流行語大賞 2024」では、4位にランクインし、同ランキングのゲーム部門でも5位にランクインした。また同年の「ユーキャン新語・流行語大賞」にノミネートされている。
2024年12月27日、東宝は本ゲームを題材とした実写映画を製作することを発表した。
2025年1月時点、全世界での累計販売140万本以上と公表されている。

## 実写映画
2025年8月29日に実写映画版が公開予定。監督は川村元気、主演は二宮和也。

## 8番のりば
『8番のりば』（はちばんのりば、英題：Platform 8）は、インディーゲームクリエイターKOTAKE CREATE（コタケクリエイト）により開発されたウォーキングシミュレーターゲームソフト。
2024年5月31日にSteamで配信開始され、同年11月28日にはNintendo Switch/PlayStation 4/PlayStation 5版が発売、同日には前作・今作をセットにしたパッケージ版『８番出口・８番のりば』も発売された。
『8番出口』の続編で、本作では永遠に走り続ける電車からの脱出を目指す。前作ではデザインツール『イラストAC』の素材を利用した架空の広告が貼られていたが、続編製作に伴い法人・個人を対象に広告を募った。

### 内容
無限に続く電車内を進んでいき、そこで発生する異変を見つけて対処し、次の車両に移るゲームとなっている。前作同様、どの車両にも中年男性がシートに座った状態で登場する。カウントは電光掲示板の「次の停車駅」として数字のついた駅名が表示される（スタート時は「零山」）。異変が起こらない場合は進んで良いがカウントされず、停車駅表示は変化しない。
異変には大まかに分けて、発生するもそのまま進んで良いもの、対処が必要なものの二つが存在する。電光掲示板や床に対処のヒントが記されることがある。対処を失敗した場合、異変に襲われて、次の停車駅が最初の「零山」に戻される。また異変発生の注意書きが消えていない状態で次の車両に移っても零山に戻される。ゲームの仕様上、前作以上にホラー的演出が増えている。
8つの異変を見つけると「八番」駅で電車が停車し、降りることでクリアとなる。